# Atopsyche falina
Atopsyche falina är en nattsländeart som beskrevs av Ross och King 1952. Atopsyche falina ingår i släktet Atopsyche och familjen Hydrobiosidae. Inga underarter finns listade i Catalogue of Life.